# La Petite Classe
La Petite Classe est une nouvelle d’Anton Tchekhov, publiée en 1886.

## Historique
La Petite classe est initialement publiée dans la revue russe Le Journal de Pétersbourg, numéro 19, du 20 janvier 1886, signée A.Tchékhonté. Aussi traduit en français sous le titre La Marmaille.

## Résumé
Les parents sont partis à un baptême. Leurs quatre enfants, Gricha, Ania, Aliocha, Sonia et aussi Andréï, le fils de la cuisinière, jouent au loto. On joue de l’argent, un kopeck la mise.
Gricha, neuf ans, est le plus acharné. L’appât du gain le rend nerveux. Ania, huit ans, n’est pas intéressée par l’argent, mais par la chance au jeu. Sonia, dix ans, joue pour le plaisir de jouer L elle est heureuse quel que soit le gagnant. Aliocha, le plus jeune, est tout simplement content de ne pas être au lit : il ne donnerait sa place pour rien au monde. Andréï est, lui, perdu dans les chiffres : que c’est compliqué !
Les enfants jouent. Sonia gagne, puis, c’est Gricha. Ils se disputent, se réconcilient. Vassia, le grand-frère, se joint à eux. Sonia s’est endormie. Les enfants vont se coucher dans le lit de leur mère.

## Édition française
- La Petite Classe, traduit par Madeleine Durand et Édouard Parayre, révision de Lily Dennis, éditions Gallimard, Bibliothèque de la Pléiade, 1967  (ISBN 978 2 07 0105 49 6).